# تشميت العاطس
تشميت العاطس هو مصطلح إسلامي، وهو من حقوق المسلم على أخيه (حسب الأحاديث النبوية)، وهو الدُّعاء للعاطس بالرَّحمة، بقول يرحمك الله .

## أدلته
- عن أبي هريرة عن النبي قال:[3]« إِنَّ اللَّهَ يُحِبُّ الْعُطَاسَ وَيَكْرَهُ التَّثَاؤُبَ ، فَإِذَا عَطَسَ فَحَمِدَ اللَّهَ فَحَقٌّ عَلَى كُلِّ مُسْلِمٍ سَمِعَهُ أَنْ يُشَمِّتَهُ»
- عن أبي هريرة عن النبي قال:[1]«حَقُّ الْمُسْلِمِ عَلَى الْمُسْلِمِ خَمْسٌ : رَدُّ السَّلَامِ وَعِيَادَةُ الْمَرِيضِ وَاتِّبَاعُ الْجَنَائِزِ وَإِجَابَةُ الدَّعْوَةِ وَتَشْمِيتُ الْعَاطِسِ»
- عن أبي هريرة عن النبي قال:[4]«إذا عطس أحدكم فليقل الحمد لله، وليقل له أخوه يرحمكم الله، فإذا قال له يرحمك الله فليقل يهد يكم الله ويصلح بالكم»
- عن أبي موسى الأشعري عن النبي قال:[5]«إذا عطس أحدكم فحمد الله فشمتوه، فإن لم يحمد الله فلا تشمتوه»

## حكمه
- سنة عند الشافعية .[6]
- واجب عند أحد أقوال الحنابلة والحنفية .[6]
- فرض كفاية عند المالكية، وهو قول المذهب عند الحنابلة .[6]

## الكيفية
- إذا عطس الشخص فقال «الحمد لله»، فيقول المسلم «يرحمك الله»، فيقول له العاطس «يهديكم الله ويصلح بالكم»[7]
- إذا لم يقل العاطس «الحمد لله»، فلا يُشَمّت - أي لا يقال له «يرحمك الله» - .[7]
- إذا كان العاطس غير مسلم، فيقال له : «يهديكم الله ويصلح بالكم»[7]، فقد رُوي عن أبي موسى أنه قال:[8]«كان اليهود يتعاطسون عند النبي ﷺ رجاء أن يقول لهم يرحمكم الله، فكان يقول يهديكم الله ويصلح بالكم»